# I’ve Got a Feeling
«I’ve Got a Feeling» (с англ. — «У меня есть чувство») — песня группы The Beatles с их альбома Let It Be, выпущенного в 1970 году. Представляет собой комбинацию из трёх незавершённых номеров The Beatles: «I’ve Got a Feeling» Пола Макартни, композиции Джона Леннона «Everybody Had a Hard Year» (первоначально «Everyone Had a Hard Year»), сочинённой в период сессионной работы над «Белым альбомом», и его же импровизированной песни «Watching Rainbows», записанной 14 января 1969 года.

## Композиция
Песня Маккартни была написана для его будущей жены Линды Истмен, которой он признаётся, что она — девушка, которую он всегда искал. «Everybody Had a Hard Year» Леннона была значительно длиннее; каждая строчка в песне начиналась со слова «каждый» (англ. everybody). 1968 год выдался тяжёлым (англ. a hard year) для Леннона: он развёлся со своей первой женой Синтией Пауэлл, у его подруги Йоко Оно случился выкидыш, его арестовали за хранение наркотиков.
На съёмках фильма «Пусть будет так» Леннон шутливо заявил, что сочинил песню накануне вечером.

## Участники записи
- Пол Маккартни — основной вокал, бас-гитара
- Джон Леннон — вокал, ритм-гитара
- Джордж Харрисон — бэк-вокал, соло-гитара
- Ринго Старр — ударные
- Билли Престон — электропиано